# Peri (Perzië)

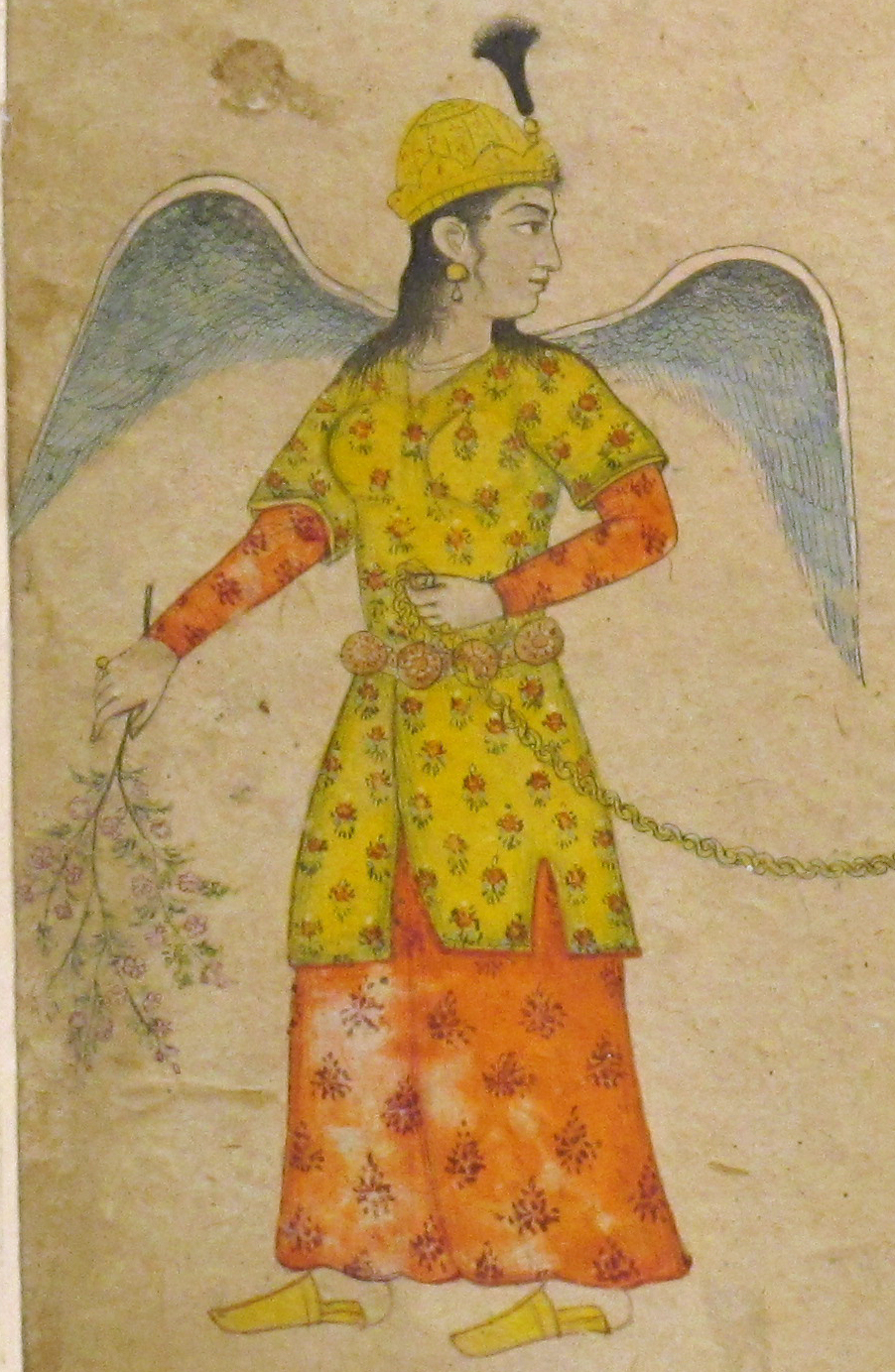
Een detail, waarin een peri een uniek dier vasthoudt, 19e eeuw, Rajput stijl, Bhopal museum

Een peri (of pari, meervoud parian, Perzisch: پری / پريان) is een voortreffelijke, gevleugelde geest, geprezen om haar schoonheid. De peri's komen van oorsprong uit de Perzische mythologie en werden later door andere culturen overgenomen. Ze waren ondeugende wezens die het paradijs pas in mochten na voldoende geboet te hebben voor hun zonden. Onder islamitische invloed werden de peri's weldadige geesten, in tegenstelling tot de kwaadaardige djinns en devs.
Peri's komen voor in de Perzische folklore en poëzie, in romances en epiek. Verder gebruiken latere dichters de naam voor een mooie vrouw en om haar kwaliteiten te verwoorden.
Aan het begin van Ferdowsi's epische gedicht Shahnameh, 'Het boek der Koningen', verschijnt de godheid Sorush in de vorm van een peri om Kayumars (de mythische eerste man en eerste shah van de wereld) en zijn zoon Siamak te waarschuwen voor het gevaar van Ahriman. Peri's maken ook deel uit van het mythische leger dat Kayumars uiteindelijk op de been bracht om Ahriman en diens demonische zoon te verslaan. In het deel over Rostam en Sohrab, wordt Rostams geliefde, prinses Tahmina, beschreven als 'met het gezicht van een peri'. 
Peri's waren het doelwit van een lagere graad van wezens, boze devs (daêva's), die hen vervolgden en in ijzeren kooien opsloten. Deze vervolging was, volgens de devs, het resultaat van hun gebrek aan zelfwaardering om deel te nemen aan de opstand tegen perversiteit.